# Bankalar Caddesi

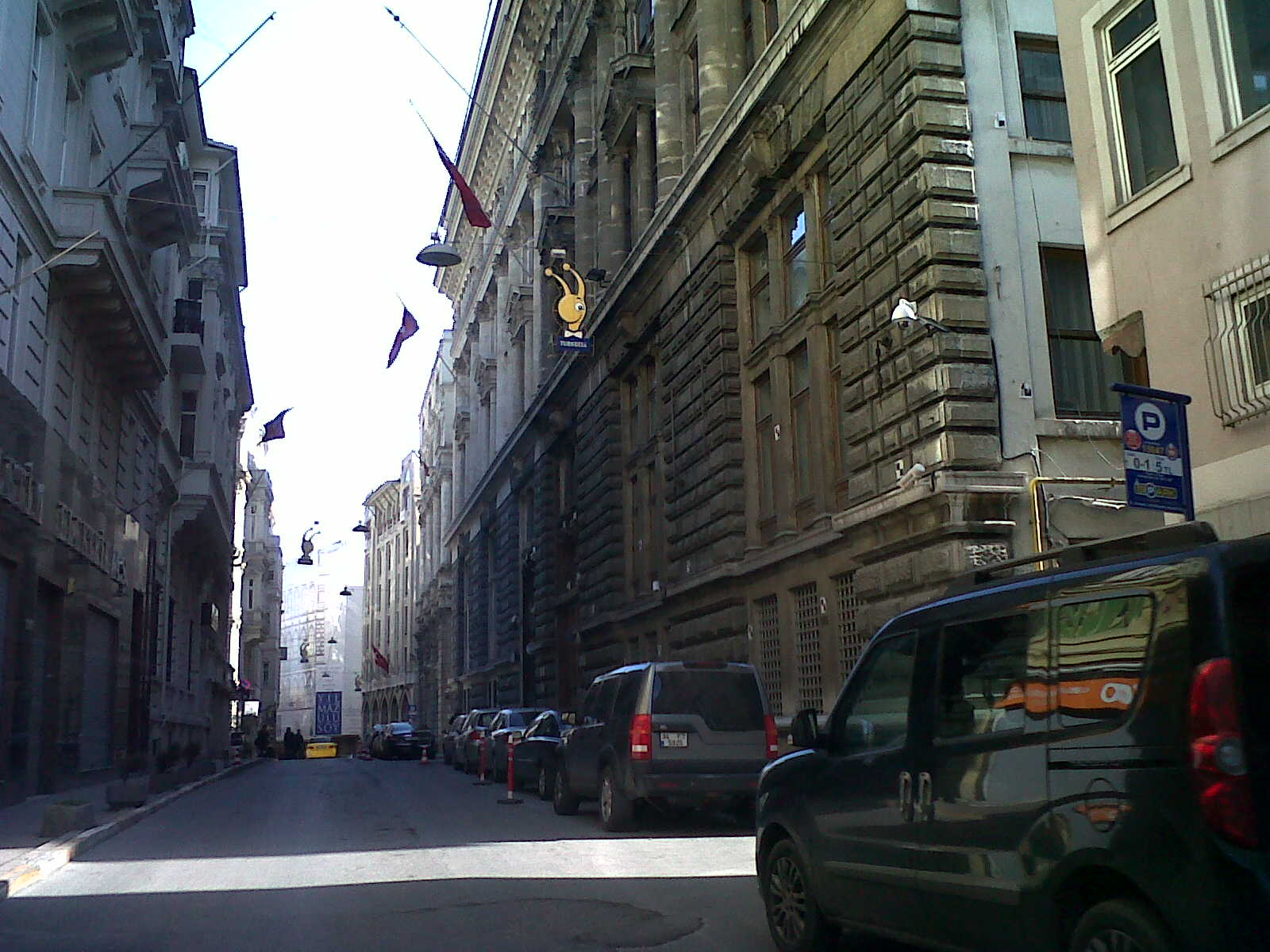
Bankalar Caddesi fue el distrito financiero de Estambul durante la época otomana. Terminado en 1892, la sede del Banco Central Otomano es el primer edificio a la derecha.

Bankalar Caddesi (en español: Calle de los Bancos), conocida antiguamente como Voyvoda Caddesi (en español: Calle del Vaivoda), es una calle situada en el antiguo barrio de Gálata (actual Karaköy), en el distrito de Beyoğlu (antiguo Pera) de Estambul, Turquía, que fue el distrito financiero del Imperio Otomano. Fue la calle donde tenían su sede los bancos, instituciones financieras y aseguradoras más importantes durante la época otomana, incluido el Banco Central Otomano (fundado originalmente como Bank-ı Osmanî en 1856, y posteriormente renombrado como el Bank-ı Osmanî-i Şahane en 1863) y la Bolsa Otomana (Dersaadet Tahvilat Borsası, fundada en 1866.) Estos edificios continúan siendo sedes o sucursales de bancos y otras instituciones financieras.
La parada sur del Tünel (1875), la segunda línea subterránea de ferrocarril más antigua del mundo tras el Metro de Londres (1863), está situada cerca del extremo este de Bankalar Caddesi.
También se sitúa en Bankalar Caddesi la Escalera Camondo, una famosa escalera peatonal diseñada en una mezcla de neobarroco y art nouveau y construida en torno a 1870–1880 por el renombrado banquero judío otomano-veneciano Abraham Salomon Camondo. Estas escaleras conducen a la histórica Rue Camondo (actual Banker Sokak) y Kart Çınar Sokak (la extensión hacia el oeste de Banker Sokak), cerca de las ruinas del  Palazzo del Comune genovés (1316), construido por Montano de Marinis, el podestà de Galata y situado hacia el oeste de la escalera, detrás de la fachada del edificio de oficinas Bereket Han de Bankalar Caddesi, construido en la década de 1880.
Bankalar Caddesi continuó siendo el distrito financiero principal de Estambul hasta los años noventa, cuando la mayoría de los bancos turcos empezaron a trasladar sus sedes a los modernos distritos financieros de Levent y Maslak. En 1995, la Bolsa de Estambul se trasladó a su edificio actual en el barrio de İstinye, en el distrito de Sarıyer.